# Амас Даніель
Амас Даніель (англ. Amas Daniel; нар. 26 квітня 1990, Аньяма, штат Баєльса) — нігерійський борець вільного стилю, чотириразовий чемпіон та дворазовий срібний призер чемпіонатів Африки, дворазовий чемпіон Африканських ігор, дворазовий бронзовий призер Ігор Співдружності, учасник Олімпійських ігор.

## Життєпис
Боротьбою почав займатися з 2007 року.
Виступав за борцівський клуб штату Баєльса. Тренер — Даніель Ігалі (з 2007).

## Спортивні результати на міжнародних змаганнях

### Виступи на Олімпіадах
| Змагання                    | Збірна  | Вагова категорія          | Місце |
| --------------------------- | ------- | ------------------------- | ----- |
| Літні Олімпійські ігри 2016 | Нігерія | вільна боротьба, до 65 кг | 17    |

### Виступи на Чемпіонатах світу
| Змагання                        | Збірна  | Вагова категорія          | Місце |
| ------------------------------- | ------- | ------------------------- | ----- |
| Чемпіонат світу з боротьби 2011 | Нігерія | вільна боротьба, до 60 кг | 27    |
| Чемпіонат світу з боротьби 2017 | Нігерія | вільна боротьба, до 65 кг | 23    |

### Виступи на Чемпіонатах Африки
| Змагання                         | Збірна  | Вагова категорія          | Місце  |
| -------------------------------- | ------- | ------------------------- | ------ |
| Чемпіонат Африки з боротьби 2010 | Нігерія | вільна боротьба, до 60 кг | Золото |
| Чемпіонат Африки з боротьби 2011 | Нігерія | вільна боротьба, до 60 кг | Золото |
| Чемпіонат Африки з боротьби 2015 | Нігерія | вільна боротьба, до 65 кг | Срібло |
| Чемпіонат Африки з боротьби 2016 | Нігерія | вільна боротьба, до 65 кг | Золото |
| Чемпіонат Африки з боротьби 2017 | Нігерія | вільна боротьба, до 65 кг | 5      |
| Чемпіонат Африки з боротьби 2018 | Нігерія | вільна боротьба, до 65 кг | Золото |
| Чемпіонат Африки з боротьби 2020 | Нігерія | вільна боротьба, до 65 кг | Срібло |

### Виступи на Африканських іграх
| Змагання              | Збірна  | Вагова категорія          | Місце  |
| --------------------- | ------- | ------------------------- | ------ |
| Африканські ігри 2015 | Нігерія | вільна боротьба, до 61 кг | Золото |
| Африканські ігри 2019 | Нігерія | вільна боротьба, до 65 кг | Золото |

### Виступи на Іграх Співдружності
| Змагання                | Збірна  | Вагова категорія          | Місце  |
| ----------------------- | ------- | ------------------------- | ------ |
| Ігри Співдружності 2010 | Нігерія | вільна боротьба, до 60 кг | 4      |
| Ігри Співдружності 2014 | Нігерія | вільна боротьба, до 61 кг | Бронза |
| Ігри Співдружності 2018 | Нігерія | вільна боротьба, до 65 кг | Бронза |
| Ігри Співдружності 2022 | Нігерія | вільна боротьба, до 65 кг | 9      |

### Виступи на Чемпіонатах Співдружності
| Змагання                                | Збірна  | Вагова категорія                 | Місце |
| --------------------------------------- | ------- | -------------------------------- | ----- |
| Чемпіонат Співдружності з боротьби 2013 | Нігерія | греко-римська боротьба, до 66 кг | 4     |

### Виступи на інших змаганнях
| Змагання                                                       | Збірна  | Вагова категорія          | Місце  |
| -------------------------------------------------------------- | ------- | ------------------------- | ------ |
| Олімпійський кваліфікаційний турнір з боротьби 2012 (Марракеш) | Нігерія | вільна боротьба, до 60 кг | 5      |
| Олімпійський кваліфікаційний турнір з боротьби 2016 (Алжир)    | Нігерія | вільна боротьба, до 65 кг | Золото |